# 張守頤
張守頤（1548年—？），字貞卿，號震初，江西南昌府南昌縣人，民籍，明朝政治人物。

## 生平
萬曆四年（1576年）丙子科江西鄉試第六十九名，萬曆十四年（1586年）丙戌科會試二百七十五名，登二甲第四十一名進士。刑部观政。本年八月授刑部贵州司主事，十八年四月官至刑部员外郎，十九年恤刑江南，卒于官。

## 家族
曾祖張大行，曾任壽官；祖父張元芳，封中憲大夫湖廣按察司副使；父張正謨，丙辰進士、進階奉政大夫禮部儀制司郎中。母胡氏（敕封宜人）。永感下。